# Challenger de Segovia
El Torneo Villa de El Espinar, también llamado Open Castilla y León o Challenger de Segovia, es un torneo de tenis masculino jugado en pista dura y que se disputa anualmente en El Espinar, Segovia, Castilla y León, España desde 1986. Está dotado con unos premios de 180 000 euros y pertenece a los torneos Tretorn Serie + de la ATP Challenger Tour.

## Palmarés

### Clave
| ATP Challenger Series  |
| Organizado por la RFET |

### Individual masculino

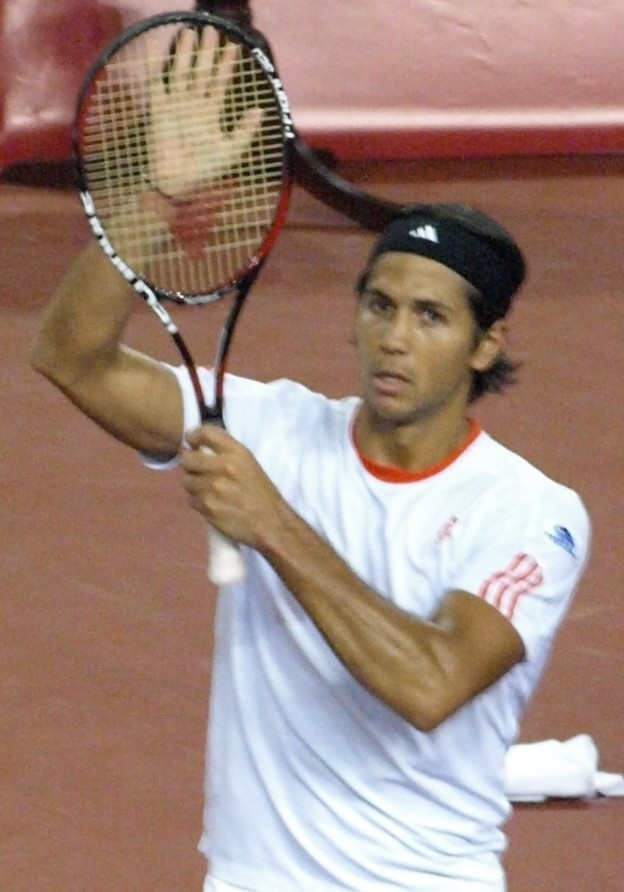
El español Fernando Verdasco, finalista en la edición del año 2002 y campeón en 2007 en modalidad individuales.

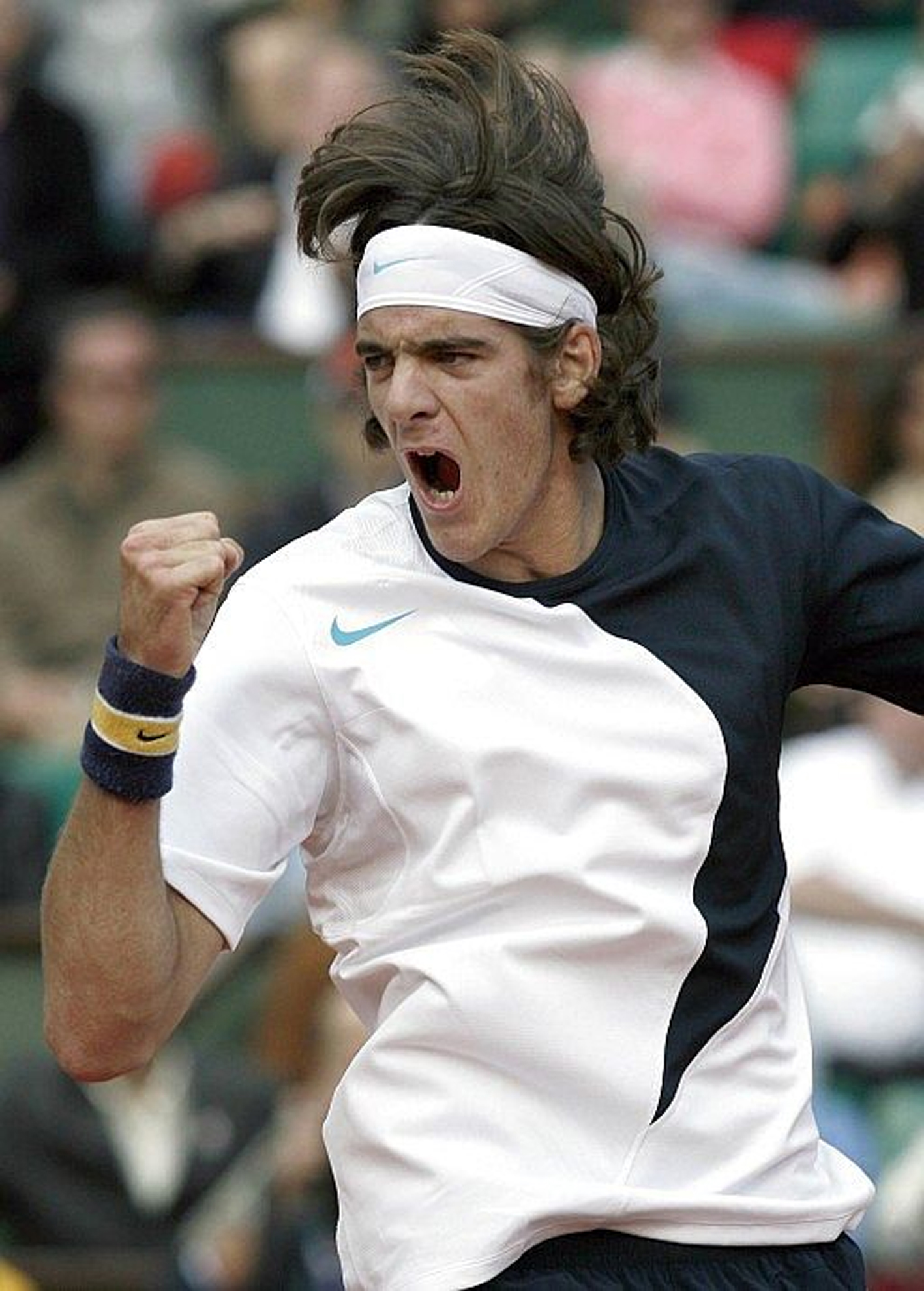
El argentino Juan Martín del Potro campeón en singles en la edición del año 2006

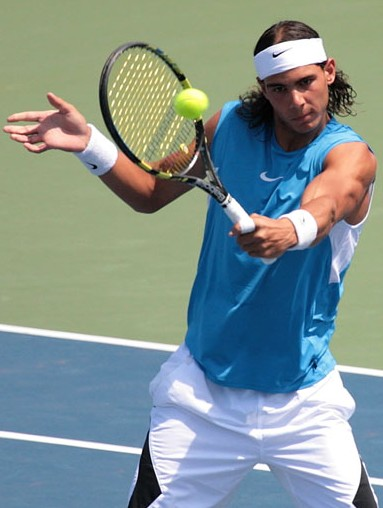
A los 17 años el eventual n.º 1 mundial Rafael Nadal campeón en individuales en el año 2003

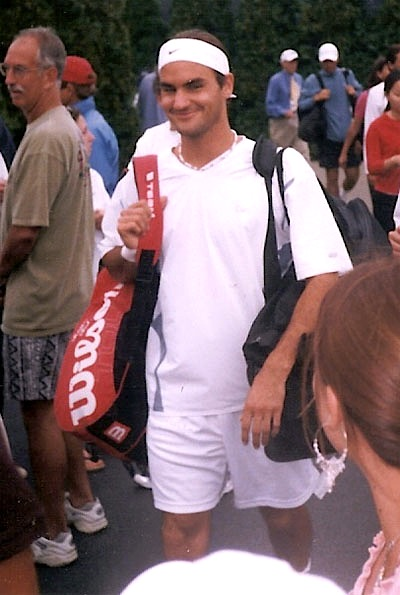
El n.º 1 mundial, el suizo Roger Federer, campeón en dobles junto a Sander Groen en el año 1999

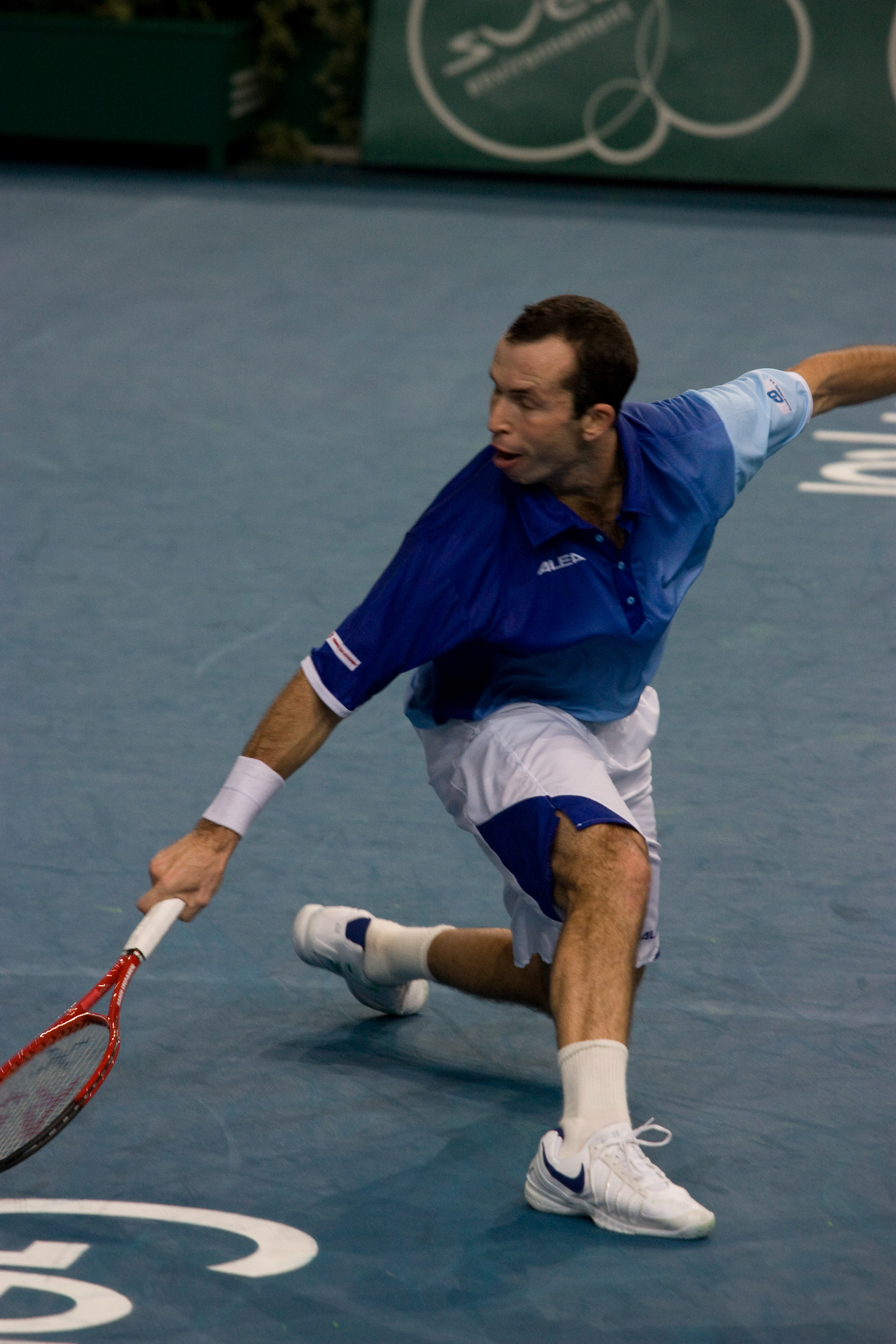
A sus 19 años, el checo Radek Štěpánek campeón en individuales y en dobles en el año 1998

| Año  | Campeón               | Finalista                | Resultado           |
| ---- | --------------------- | ------------------------ | ------------------- |
| 2025 | George Loffhagen      | Nicolás Álvarez Varona   | 7-64, 64-7, 6-4     |
| 2024 | Antoine Escoffier     | Àlex Martínez            | 6-3, 2-6, 6-3       |
| 2023 | Pablo Llamas          | Antoine Escoffier        | 7-69, 7-65          |
| 2022 | Hugo Grenier          | Constant Lestienne       | 7–5, 6–3            |
| 2021 | Benjamin Bonzi        | Tim van Rijthoven        | 7–610, 3–6, 6–4     |
| 2020 | No celebrado          | No celebrado             | No celebrado        |
| 2019 | Nicola Kuhn           | Pavel Kotov              | 6-2, 7-64           |
| 2018 | Ugo Humbert           | Adrián Menéndez Maceiras | 6-3, 6-4            |
| 2017 | Jaume Munar           | Alex De Miñaur           | 6–3, 6–4            |
| 2016 | Luca Vanni            | Illya Marchenko          | 6–4, 3–6, 6–3       |
| 2015 | Evgeny Donskoy        | Marco Chiudinelli        | 7–62, 6–3           |
| 2014 | Adrian Mannarino      | Adrián Menéndez          | 6-3, 6-0            |
| 2013 | Pablo Carreño         | Albano Olivetti          | 6-4, 7-62           |
| 2012 | Evgeny Donskoy        | Albano Olivetti          | 6-1, 7-6            |
| 2011 | Karol Beck            | Gregoire Burquier        | 6-4, 7-6            |
| 2010 | Daniel Gimeno-Traver  | Adrian Mannarino         | 6-4, 7-6            |
| 2009 | Feliciano López       | Adrian Mannarino         | 6-3, 6-4            |
| 2008 | Sergiy Stajovski      | Thiago Alves             | 7-5, 7-6            |
| 2007 | Fernando Verdasco     | Alun Jones               | 6-2, 6-4            |
| 2006 | Juan Martín del Potro | Benjamin Becker          | 6-4, 5-7, 6-4       |
| 2005 | Michael Berrer        | Yeu-Tzuoo Wang           | 7-5, 6-7, 6-1       |
| 2004 | Paul-Henri Mathieu    | Nicolas Mahut            | 6-7, 6-4, 6-4       |
| 2003 | Rafael Nadal          | Tomáš Zíb                | 6-2, 7-6            |
| 2002 | Olivier Mutis         | Fernando Verdasco        | 6-4, 6-2            |
| 2001 | Juan Ignacio Chela    | Oleg Ogorodov            | 6-2, 6-3            |
| 2000 | Sergi Bruguera        | Jan Siemerink            | 5-7, 6-3, 6-0       |
| 1999 | Cyril Saulnier        | Sergi Bruguera           | 6-4, 7-5            |
| 1998 | Radek Štěpánek        | Alex Rădulescu           | 7-5, 7-5            |
| 1997 | Jordi Burillo         | Nicolas Escudé           | 6-3, 2-1 (retirado) |
| 1996 | Jérôme Golmard        | Emilio Sánchez           | 6-4, 6-3            |
| 1995 | Rodolphe Gilbert      | Emilio Sánchez           | 7-6, 7-6            |
| 1994 | Rodolphe Gilbert      | Markus Zoecke            | 6-2, 6-4            |
| 1993 | Alex Antonitsch       | Jordi Burillo            | 6-3, 6-3            |
| 1992 | Guillaume Raoux       | Joern Renzenbrink        | 7-6, 7-6            |
| 1991 | Javier Sánchez        | Francisco Montana        | 6-3, 6-2            |
| 1990 | Emilio Sánchez        | Francisco Clavet         | 6–3, 2–6, 7–5       |
| 1989 | Sergio Casal          | Martín Jaite             | 6–3, 6–4            |
| 1988 | José Clavet           | Francisco Clavet         | 6–3, 7–5            |
| 1987 | Víctor Pecci          | Hugo Chapacú             | 6–2, 6–1            |
| 1986 | José Clavet           | Roberto Sancha           | 6–4, 6–1            |

### Dobles masculino
| Año  | Campeones                                       | Finalistas                                    | Resultado         |
| ---- | ----------------------------------------------- | --------------------------------------------- | ----------------- |
| 2024 | Dan Added Arthur Reymond                        | Alexander Donski Tiago Pereira                | 6–4, 6–3          |
| 2023 | Dan Added Pierre-Hugues Herbert                 | Francis Alcantara Sun Fajing                  | 4–6, 6–3, [12–10] |
| 2022 | Nicolás Álvarez Varona Iñaki Montes de la Torre | Benjamin Lock Courtney John Lock              | 7–63, 6–3         |
| 2021 | Robert Galloway Alex Lawson                     | JC Aragone Nicolás Barrientos                 | 7–68, 6–4         |
| 2020 | No celebrado                                    | No celebrado                                  | No celebrado      |
| 2019 | Sander Arends David Pel                         | Orlando Luz Felipe Meligeni Alves             | 6–4, 7–63         |
| 2018 | Andrés Artuñedo David Pérez Sanz                | Matías Franco Descotte João Monteiro          | 6–73, 6–3, [10–6] |
| 2017 | Adrián Menéndez-Maceiras Sergiy Stakhovsky      | Roberto Ortega Olmedo David Vega Hernández    | 4–6, 6–3, [10–7]  |
| 2016 | Purav Raja Divij Sharan                         | Joaquín Muñoz-Hernández Akira Santillan       | 6–3, 4–6, [10–8]  |
| 2015 | Aleksandr Kudriávtsev Denís Molchanov           | Alexander Bury Andreas Siljeström             | 6–2, 6–4          |
| 2014 | Víktor Baluda Aleksandr Kudriávtsev             | Brydan Klein Nikola Mektić                    | 6-2, 4-6, 10-3    |
| 2013 | Ken Skupski Neal Skupski                        | Mijaí Yelguin Uladzimir Ignatik               | 6-3, 6-74, 10-6   |
| 2012 | Stefano Ianni Florin Mergea                     | Konstantín Kravchuk Frank Moser               | 6–2, 6–3          |
| 2011 | Johan Brunström Frederik Nielsen                | Nicolas Mahut Lovro Zovko                     | 6–2, 3–6, [10–6]  |
| 2010 | Thiago Alves Franco Ferreiro                    | Brian Battistone Harsh Mankad                 | 6–2, 5–7, [10–8]  |
| 2009 | Nicolas Mahut Édouard Roger-Vasselin            | Sergiy Stajovski Lovro Zovko                  | 6–7(4), 6–3, 10–8 |
| 2008 | Ross Hutchins Jim Thomas                        | Jaroslav Levinský Filip Polášek               | 7–6(3), 3–6, 10–8 |
| 2007 | Rohan Bopanna Aisam-ul-Haq Qureshi              | Michel Kratochvil Gilles Müller               | 7–6(8), 6–3       |
| 2006 | Paul Baccanello Chris Guccione                  | Johan Landsberg Filip Prpic                   | 6–3, 7–6(2)       |
| 2005 | Marcel Granollers Álex López Morón              | Daniele Bracciali Uros Vico                   | 6–4, 6–2          |
| 2004 | Ígor Kunitsyn Vladímir Volchkov                 | Daniel Muñoz-de la Nava Iván Navarro          | 3–6, 6–3, 6–2     |
| 2003 | Ota Fukárek Tripp Phillips                      | Jean-François Bachelot Emilio Benfele Álvarez | 6–4, 7–6(8)       |
| 2002 | Tim Crichton Todd Perry                         | Karol Beck Sander Groen                       | 5–7, 7–6(3), 6–4  |
| 2001 | Wesley Moodie Shaun Rudman                      | Neville Godwin Marcos Ondruska                | 7–6(5), 6–3       |
| 2000 | Ashley Fisher Jason Weir-Smith                  | Jordan Kerr Damien Roberts                    | 7–6(5), 6–1       |
| 1999 | Roger Federer Sander Groen                      | Ota Fukárek Alejandro Hernández               | 6–4, 7–6          |
| 1998 | Radek Štěpánek Tomáš Zíb                        | José Antonio Conde Rubén Fernández-Gil        | 6–3, 7–6          |
| 1997 | João Cunha Silva Nuno Marques                   | Juan Ignacio Carrasco Brian Eagle             | 6–7, 6–2, 6–4     |
| 1996 | Jordi Burillo Emilio Sánchez                    | José Antonio Conde Nuno Marques               | 6–4, 7–5          |
| 1995 | Rodolphe Gilbert Guillaume Raoux                | Sergio Casal Emilio Sánchez                   | 6–4, 6–3          |
| 1994 | Rodolphe Gilbert Stéphane Simian                | Sergio Casal Emilio Sánchez                   | 6–4, 3–6, 7–6     |
| 1993 | Juan Ignacio Carrasco Mark Petchey              | Maurice Ruah Roger Smith                      | 6–2, 7–5          |
| 1992 | Michael van der Berg Joost Wijnhoud             | Nduka Odizor Roberto Saad                     | 7–6, 7–6          |
| 1991 | Francisco Clavet Javier Sánchez                 | Juan Carlos Báguena José Clavet               | 7–6, 6–2          |
| 1990 | Fernando García Lleó Jesús Manteca              | Francisco Clavet Javier Sánchez               | 4–6, 6–3, 7–6     |
| 1989 | Sergio Casal Emilio Sánchez                     | Francisco Clavet Javier Sánchez               | 7–6, 5–7, 6–4     |
| 1988 | Hugo Chapacú Juan Antonio Rodriguez             | Francisco Clavet José Clavet                  | 6–4, 7–5          |
| 1987 | Aniceto Álvarez Ernesto Vázquez                 | Víctor Pecci Hugo Chapacú                     | 1–6, 6–3, 8–6     |
| 1986 | Roberto Sánchez Fernando Triviño                | Francisco Clavet Ángel Fuentetaja             | 6–4, 2–6, 6–3     |

### Individual femenino
| Año  | Campeón                   | Finalista                 | Resultado     |
| ---- | ------------------------- | ------------------------- | ------------- |
| 2019 | Arantxa Rus               | Julia Terziyska           | 6-4, 6-1      |
| 2018 | Liudmila Samsónova        | Başak Eraydın             | 6-2, 6-0      |
| 2017 | Paula Badosa              | Ayla Aksu                 | 6–2, 6–4      |
| 2016 | Jessika Ponchet           | Rocío de la Torre Sánchez | 6–4, 6–2      |
| 2015 | Rocío de la Torre Sánchez | Clothilde de Bernardi     | 6–4, 3–6, 6–4 |